# Alonso Gerardo Garza Treviño
Alonso Gerardo Garza Treviño (ur. 20 grudnia 1947 w Monterrey) – meksykański duchowny rzymskokatolicki, w latach 2003–2024 biskup Piedras Negras.

## Życiorys
Święcenia kapłańskie przyjął 26 października 1972 i został inkardynowany do archidiecezji Monterrey. Doktoryzował się z psychologii na uniwersytecie w Monterrey. Po czterech latach pracy w charakterze wikariusza został dyrektorem diecezjalnego Centrum Powołaniowego, zaś w 1977 także dyrektorem duszpasterstwa młodzieży. W 1984 wyznaczono go na ekonoma seminarium w Monterrey, zaś w 1995 mianowany został ekonomem archidiecezjalnym.
8 stycznia 2003 papież Jan Paweł II erygował diecezję Piedras Negras oraz mianował ks. Garzę jej pierwszym biskupem. Sakry biskupiej udzielił mu 25 marca tegoż roku kard. Adolfo Antonio Suárez Rivera.
8 czerwca 2024 papież Franciszek przyjął jego rezygnację z pełnionego urzędu, złożoną ze względu na wiek. 